# Adavere

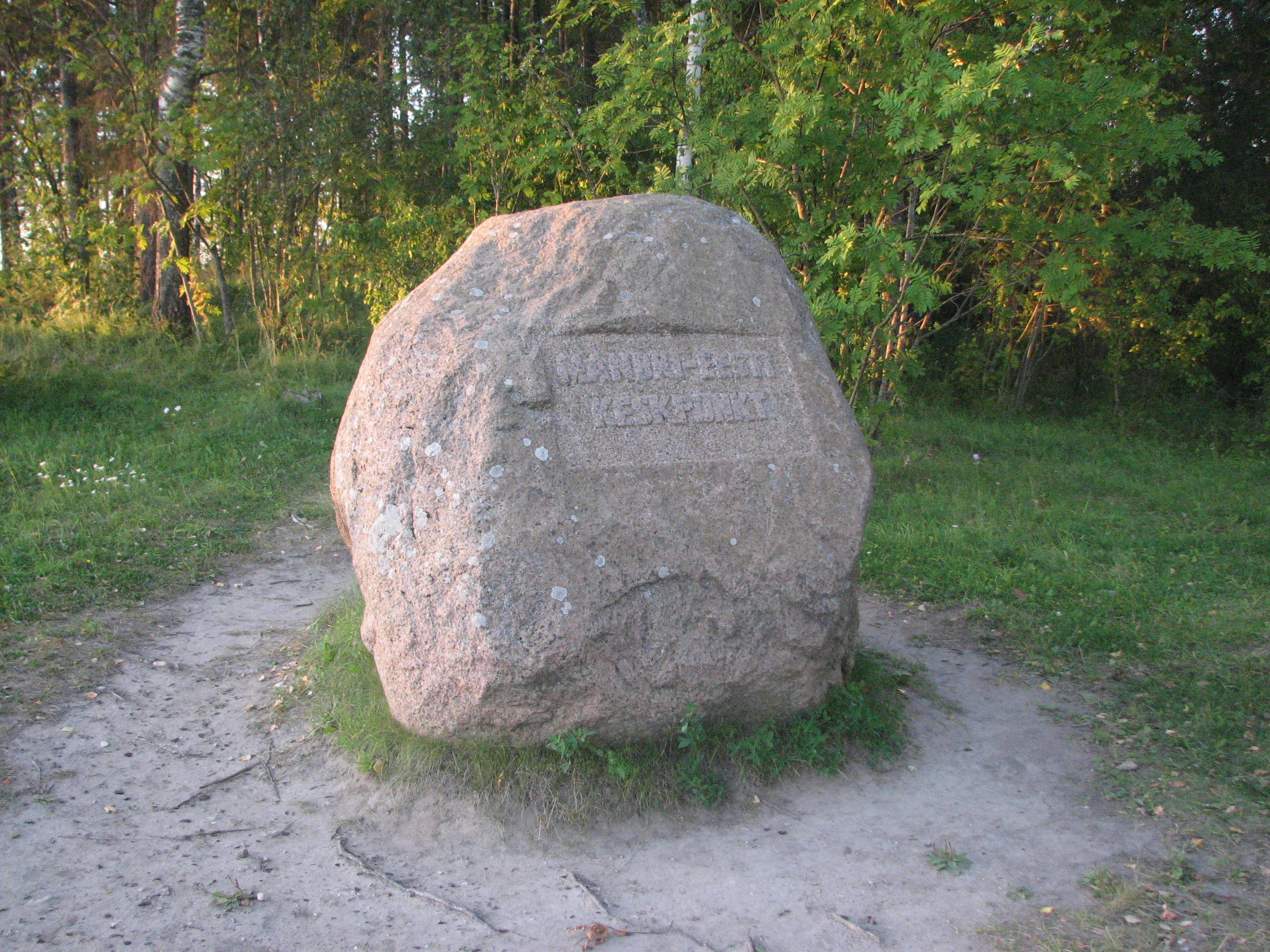
Geographischer Mittelpunkt Estlands bei Adavere

Adavere (deutsch Addafer) ist ein Großdorf (estnisch alevik) im estnischen Kreis Jõgeva. Es gehört zur Landgemeinde Põltsamaa. Adavere hat 669 Einwohner (Stand 2006).

## Geographie
Adavere liegt an der Landstraße zwischen Tallinn und Tartu, etwa sieben Kilometer von der Stadt Põltsamaa entfernt. Bei Adavere liegt der geographische Mittelpunkt des estnischen Festlands.

## Geschichte
Adavere wurde erstmals 1682 urkundlich erwähnt.

## Kultur und Sehenswürdigkeiten
Bekannt ist Adavere heute auch für seine Windmühle, in der sich ein Restaurant befindet.
Das massive deutschbaltische Gutshaus von Adavere ist seit dem 17. Jahrhundert urkundlich belegt. Das heutige Herrenhaus wurde 1892/93 auf den älteren Fundamenten errichtet. Heute befinden sich in dem Gebäude eine Schule und ein Kindergarten. Der geometrisch geplante Park wurde bereits 1740 angelegt und galt damals als einer der schönsten Estlands. Er wurde im 19. Jahrhundert erheblich umgestaltet.

## Söhne und Töchter des Dorfes
- Joosep Kapp (1833–1894), Pädagoge, Organist und Chorleiter
- Saskia Alusalu (* 1994), Eisschnellläuferin
- Jüri Saska (* 1974), Marineoffizier